# Réaction de Wohl-Ziegler
La réaction de Wohl-Ziegler, ou bromation de Wohl-Ziegler, nommée d'après les chimistes allemands Alfred Wohl et Karl Ziegler, est une réaction de substitution radicalaire aboutissant à la bromation allylique ou benzylique d'un hydrocarbure utilisant un N-bromoimide avec un amorceur radicalaire (classiquement l'AIBN ou le peroxyde de benzoyle) ou par irradiation.
Les meilleurs rendements de cette réaction ont été obtenus en utilisant le N-bromosuccinimide (NBS) en solution dans le CCl4 anhydre,,. Les radicaux allyliques et benzyliques formés durant la réaction sont plus stables que les autres radicaux carbonés et les produits majoritaires sont les bromures allyliques et benzyliques.

## Mise en œuvre
Une mise en œuvre typique de cette réaction est l'ajout en quantité stœchiométrique de N-bromosuccinimide et une petite quantité d'initiateur à une solution du substrat dans CCl4, puis le mélange est agité et porté à ébullition. L'initiation de la réaction est indiquée par une ébullition plus vigoureuse, obligeant parfois à arrêter le chauffage. Une fois que tout le N-bromosuccinimide (plus dense que le solvant) a été converti en succinimide (qui lui flotte dans le solvant), la réaction se termine.
Le milieu doit rester strictement anhydre tout au long de la réaction, le produit désiré étant aisément hydrolysable. Le carbonate de baryum est souvent utilisé pour maintenir ces conditions anhydres et non-acides.

## Mécanisme réactionnel
Le mécanisme présenté ici est celui de la bromation du cyclohexène.
Initiation :
- Décomposition de l'AIBN en diazote et en radical cyanure

- Réaction du radical avec le NBS et formation du radical brome

Propagation en chaîne :
- Réaction radicalaire entre le radical brome et le cyclohexène formant le bromure d'hydrogène et un radical cyclohexényle :

- Réaction entre le NBS formant le succinimide et le dibrome

- Addition radicalaire du brome sur le cyclohexényle pour former le produit final (bromocyclohexène) avec régénération du radical brome permettant de recommencer le mécanisme en chaîne :

## Régiosélectivité
La réaction de Wohl-Ziegler brome préférentiellement la position la plus encombrée si le substrat présente plusieurs positions allyliques. Cette régiosélectivité correspond à la formation du radical le plus stabilisé.
Lorsque la molécule présente un cycle aromatique, la réaction de Wohl-Ziegler forme exclusivement le produit de bromation de la position benzylique, sans aucune bromation du cycle.